# Onthophagus fradei
Onthophagus fradei é uma espécie de inseto do género Onthophagus da família Scarabaeidae da ordem Coleoptera.

## História
Foi descrita cientificamente pela primeira vez no ano de 1956 por Gomes Alves.